# 록산 커노핸
록산 커노핸(Roxanne Kernohan, 1960년 3월 20일 ~ 1993년 2월 5일)은 캐나다의 배우, 모델이다.
캐나다에서 태어났으며 샌타클라라에서 사망하였다. 사인은 교통사고이다.

## 영화
- 스크림 퀸 핫 텁 파티 (1991년)
- 페이틀 펄스 (1988년)
- 피닉스 더 워리어 (1988년)
- 악령의 외계인 (1988년)